# Irena Obuchowska
Irena Obuchowska (ur. 21 sierpnia 1932, zm. 19 kwietnia 2016 w Poznaniu) – polska profesor, psycholog i pedagog. 

## Życiorys
Z wykształcenia była psychologiem (studia z zakresu psychologii klinicznej ukończyła na Uniwersytecie im. Adama Mickiewicza w 1956), ale w jej orbicie zainteresowań znajdowała się również pedagogika, zwłaszcza specjalna. Podczas studiów pracowała na oddziale nerwic dziecięcych Państwowego Sanatorium dla Nerwowo Chorych w Kościanie, a po ich ukończeniu zatrudniła się w poradni zdrowia psychicznego w Poznaniu, by w 1964 przejść do Katedry Psychologii Klinicznej UAM. Doktoryzowała się w 1966, a habilitowała w 1975. W 1974 utworzyła na UAM jeden z pierwszych w Polsce kierunków studiów, pedagogikę specjalną. Od 1974 do 1994 kierowała Zakładem Psychopatologii Dziecka i Pedagogiki Specjalnej na UAM. Od 1977 do 1981 była prodziekanem na Wydziale Nauk Społecznych tej uczelni. W 1990 mianowana była profesorem psychologii, a w 1993 otrzymała tytuł profesora zwyczajnego.
Została pochowana na Cmentarzu Junikowo w Poznaniu (kwatera 2N-2-11).

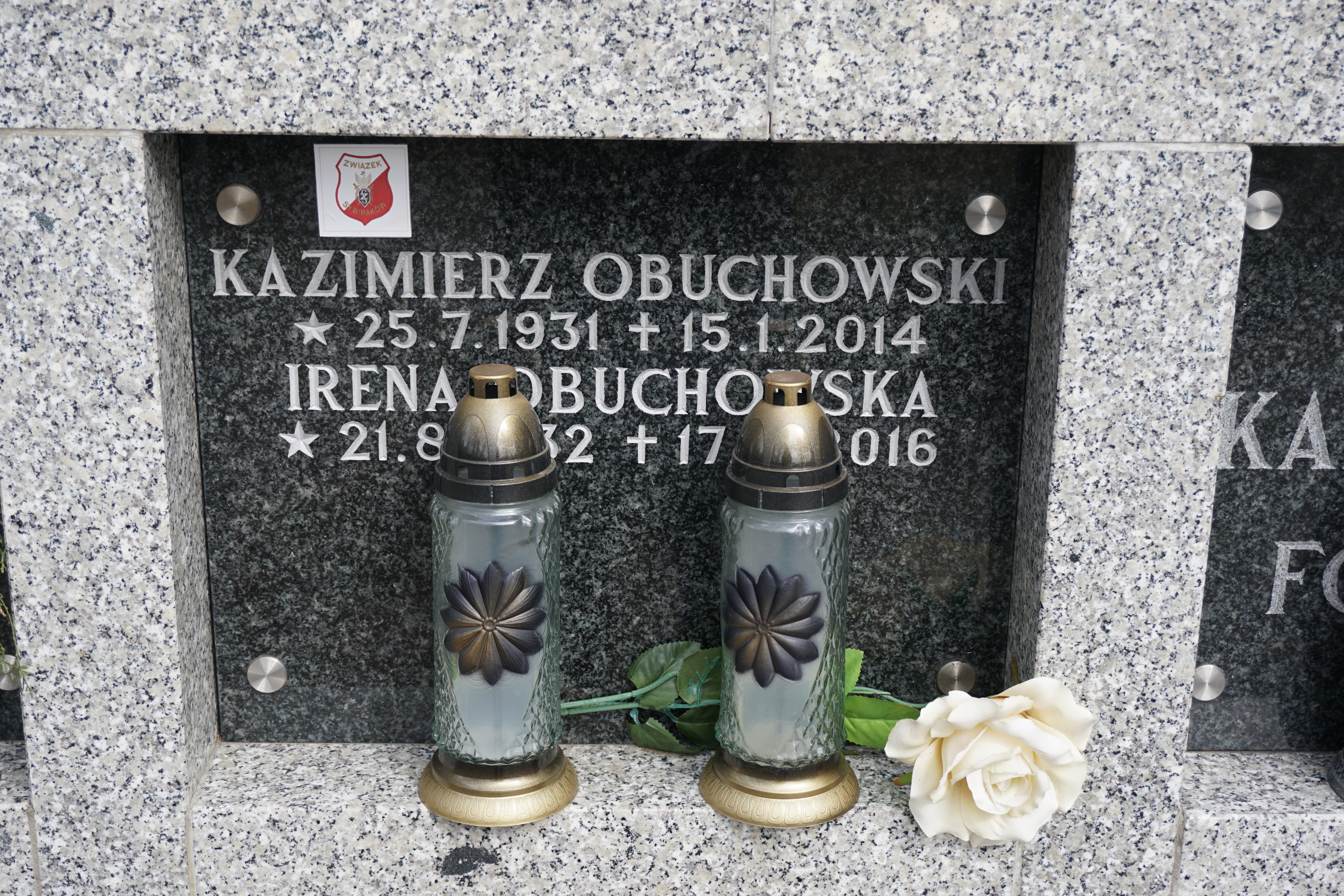
Grób Ireny i Kazimierza Obuchowskich na Cmentarzu Junikowskim

## Osiągnięcia
Napisała 193 prace naukowe, w tym pięć książek. Pisała też na tematy popularnonaukowe, zwłaszcza związane z wychowaniem (siedem książek i około 400 felietonów). Prowadziła intensywną działalność społeczną.
Była uczestniczką komitetów redakcyjnych czasopism naukowych (Psychiatrii i Psychologii Klinicznej Dzieci i Młodzieży, Psychologii Rozwojowej) oraz członkiem Nowojorskiej Akademii Nauk, Międzynarodowej Akademii Rehabilitacji w Wieku Rozwojowym w Monachium, Komitetu Nauk Psychologicznych PAN, Komisji Rozwoju Fizycznego, Sekcji Filmowej Centrum Marketingu UAM, Psychicznego i Społecznego Komitetu Rozwoju Człowieka PAN, jak również Komisji Rehabilitacji i Integracji Społecznej przy Oddziale PAN w Poznaniu. Prowadziła intensywną działalność społeczną. Od 1991 do 2001 była przewodniczącą Rady Fundacji Pomocy Dzieciom Niesłyszącym Grześ. W latach 1993–1997 była członkiem Komisji ds. Sieroctwa Społecznego przy Komitecie Polityczno-Społecznym Rady Ministrów RP. Od 1998 do 2001 pozostawała członkiem Zespołu ds. Patologii Społecznej wśród dzieci i młodzieży przy Wielkopolskim Kuratorium Oświaty. Współpracowała z Instytutem Pediatrii Uniwersytetu Medycznego w Poznaniu.

## Nagrody i odznaczenia
Otrzymała m.in.:
- nagrodę ministra oświaty i wychowania (czterokrotnie),
- nagrodę zespołową ministra nauki i szkolnictwa wyższego za współautorstwo podręcznika Psychologia kliniczna,
- nagrodę zespołową ministra zdrowia za współautorstwo podręcznika Zarys pediatrii,
- wyróżnienie honorowe im. Profesora Hugona Steinhausa za wybitne osiągnięcia w zakresie popularyzacji nauki
- Złoty Krzyż Zasługi (1985),
- Odznakę Honorową Polskiego Czerwonego Krzyża (1988),
- Medal Komisji Edukacji Narodowej (1993),
- Krzyż Kawalerski Orderu Odrodzenia Polski (2004),
- odznaczenie UAM Palmae Universitatis Studiorum Posnaniensis (2014)[1].